# Шрі Сімха
Шрі Симха, також Шрі Сінгха, Шрісімха, Шрісінгха (Śrī SiṃhaIASTŚrī Siṃha IAST — «добрий лев»; Вайлі: dpal gyi senge;) (7-8 ст.) — один з перших вчителів традиції Дзогчен. Вважається учнем Манджушрімітри.

## Біографія
Шрі Сімха народився в місті Шокьям в Хотані. Його батька звали Гєва Денпа, а мати — Нангва Селва Раб Ту Кх'єнма. З п'ятнадцяти років він проходив навчання у вчителя Харібхала, ставши глибоко освіченим. У баченні отримав від Авалокітешвари наказ йти в Індію, де він зустрів Манджушрімітру. За традицією Шрі Сімха вважається його учнем. У той же час, як відзначає Намкай Норбу Рінпоче, згідно з історичних хронік розділу Природи Розуму Шрі Сімха жив багато пізніше Манджушрімітри, тому передача навчань могла б відбуватися тільки за допомогою спілкування надприродного характеру.
Шрі Сімха здійснив класифікацію тантр Менгагде, виділивши в розділі Усних Настанов наступні цикли Серцевої Сутності (Н'інгтік):
- Зовнішній (Чі Кхор),
- Внутрішній (Нанг Кхор),
- Секретний (Санг Кхор),
- Неперевершений Сутнісний (Янг Санг Ла На Ме Пей Кхор).

Згідно з легендою, після того як Шрі Сімха дав завершальні настанови по Дзогчену своєму учневі Джнянасутре, він зник у райдужному світлі.

## Учні
Учнями Шрі Сімхи були Падмасамбхава, Джнянасутра, Вімаламітра і Вайрочана, яким він передав вчення Семде і Лонгде. Посвята в Дзогчен відбувається за допомогою так званої передачі, що відбувається безпосередньо від Вчителя до учня. Чок'ї Німа описує передачу Шрі Сімхи Вайрочане наступним чином:
Коли Шрі Сімха давав передачу Вайрочані, він зробив це більш приємним чином. Він не бив Вайрочану сандалем [як Тілопи Наропу]; він дав йому яблуко. Кажуть, що Вайрочана отримав повне посвячення Дзогчен, відоме як «вираз усвідомлення» просто через цей жест надання яблука.